# Петигреневое лимонное масло
Петигреневое лимонное масло — эфирное масло, содержится в листьях, ветках и незрелых плодах  лимона (Citrus limon L.), культивируемого в Италии, Франции и других странах.

## Свойства
Петигреневое лимонное масло — бесцветная или светло-жёлтая жидкость с запахом лимона. Растворимо в этаноле (1:2 — в 95%-м); нерастворимо в воде.
| {\displaystyle {\mbox{d}}_{20}^{20}} | {\displaystyle [{\mbox{n}}]_{\mbox{D}}^{20}} | {\displaystyle [\alpha ]_{\mbox{D}}^{20}} | Кислотное число | Эфирное число |
| ------------------------------------ | -------------------------------------------- | ----------------------------------------- | --------------- | ------------- |
| 0,865 ÷ 0,890                        | 1,472 ÷ 1,476                                | +14 ÷ +53                                 | не выше 3       | до 20,5       |

## Химический состав
В состав масла входят — (+)-лимонен, α- и β-пинены, камфен и другие углеводороды (около 55%), цинеол, (-)-линалоол, гераниол, нерол, α-терпинеол, фурфурол, метилантранилат, ацетаты терпеновых спиртов, уксусная и гераниевая кислоты и другие компоненты.

## Получение
Получают из листьев, веток и незрелых плодов лимона путём отгонки с паром, выход масла 0,18—0,20%.
Основные производители — Италия и Франция.

## Применение
Применяют как компонент отдушек для косметических изделий.